# جونو انقاذ الجبل
جونو انقاذ الجبل (بالإنجليزية: Juneau Mountain Rescue)‏(JMR)، هي وكالة للبحث والإنقاذ في الجبال، وتقع في جونو، ألاسكا بالولايات المتحدة. المنظمة عضوة في جمعية البحث والإنقاذ ألاسكا، وتعمل على الإنقاذ التي تنطوي على التضاريس البرية الوعرة الصخور والجليد والثلوج الحقول، الأنهار الجليدية، وخلال الانهيارات الثلجية و الإجلاء الطبي، حالات المفقودين، وتحطم الطائرات وغيرها من الكوارث.

## تاريخ العمليات
تم تأسيس جونو انقاذ الجبل في عام 1982 بعد أن قام ستيف لويس بتدريس سلسلة من دروس الإنقاذ في عام 1982. والأعضاء المؤسسون هم ستيف لويس وبوب بو وكاثي بو وجيف بادجر. وفي عام 1989 قامت المجموععة بتأسيس شركة JMR. وشغل لويس منصب المدير حتى عام 2009 - بعد أن أكمل أكثر من 212 عملية بحث وإنقاذ واستعادة. ومنذ عام 2004، كانت JMR عضوًا معتمدًا بالكامل في رابطة الإنقاذ (MRA)، بعد أن اجتازت اختبارًا صارمًا لقدرات الإنقاذ لدى JMR في منطقة التزلج إيغليكريست في جونو. في وقت اعتمادها، كانت JMR واحدة من 56 وكالة إنقاذ من قبل MRA.